# George Lathan
George Lathan (* 5. August 1875 in Norwich; † 14. Juni 1942) war ein britischer Gewerkschafter und Politiker (Labour Party).

## Leben und Tätigkeit
Lathan arbeitete bei der britischen Eisenbahn. Er wurde Gewerkschafter und trat später der Independent Labour Party bei. 1906 wurde er zum Präsidenten der Railway Clerks Association, der Gewerkschaft der Eisenbahnbeamten, gewählt. Diese Stellung behielt er bei, bis er 1912 zum beigeordneten Hauptsekretär (Chief Assistant Secretary) der Association gewählt wurde. Diesen Posten bekleidete er bis 1937.
Anlässlich der Unterhauswahlen von 1918 bewarb Lathan sich erstmals für ein Unterhausmandat – er kandidierte im Wahlkreis Watford – wurde aber nicht gewählt. Auch Kandidaturen in den Wahlkreisen Enfield (1922) und Sheffield Park (1923 und 1924) endeten erfolglos. Bei den Wahlen des Jahres 1929 – die einen Erdrutschsieg für Labour brachten – gelang es ihm für den Wahlkreis Sheffield Park ins Unterhaus einzuziehen. Bei den Wahlen von 1931 verlor er seinen Sitz, konnte aber anlässlich der Wahlen des Jahres 1935 ins Parlament zurückkehren, dem er nun bis zu seinem Tod angehörte. Nach seinem Tod nahm Thomas William Burden seinen Unterhaussitz ein.
Daneben war Lathan von 1921 bis 1936 Mitglied des Lohnausschusses der Eisenbahn (Railways National Wages Board) und von 1921 bis 1937 Präsident der Nationalen Föderation der Berufsarbeiter (National Federation of Professional Workers).
Innerhalb der Labour Party bekleidete Lathan verschiedene Funktionärsposten: Von 1931 bis 1932 fungierte er in der Nachfolge von Stanley Hirst als Vorsitzender (Chairman) des Exekutivkomitees der Labour Party (sein Nachfolger auf diesem Posten war Joseph Compton). Von 1936 bis zu seinem Tod war er als Nachfolger von Arthur Henderson Schatzmeister (Treasurer) seiner Partei. Nach seinem Tod wurde dieser Posten Arthur Greenwood übertragen.
Zusammen mit Wickham Steed veröffentlichte Lathan 1936 das Pamphlet The Nazi Menace („Die Nazi-Bedrohung“), worin vor den vom NS-Regime ausgehenden Gefahren für das übrige Europa gewarnt wurde. 
Von den nationalsozialistischen Polizeiorganen wurde Lathan als Staatsfeind eingestuft: Im Frühjahr 1940 wurde er vom Reichssicherheitshauptamt auf die Sonderfahndungsliste G.B. gesetzt, ein Verzeichnis von Personen, die im Falle einer erfolgreichen deutschen Invasion Großbritanniens durch die Sonderkommandos der SS-Einsatzgruppen mit besonderer Priorität ausfindig gemacht und verhaftet werden sollten.

## Familie
Lathans jüngerer Bruder war Charles Latham – dieser änderte seine Namen, um Verwechselungen mit dem Bruder zu vermeiden von Lathan in Latham – der von 1940 bis 1947 als Vorsitzender des London County Council fungierte. Er wurde als Baron Latham in den Adelsstand erhoben.